# 301
301（三百一、さんびゃくいち）は自然数、また整数において、300の次で302の前の数である。

## 性質
- 301は合成数であり、約数は 1, 7, 43, 301 である。
  - 約数の和は352。
- 95番目の半素数である。1つ前は299、次は302。
  - 3連続で半素数が続く9番目の数である。1つ前は217、次は393。
  - 約数の個数が3連続で同じになる11番目の数である。1つ前は243、次は374。
- 3連続素数の和で表せる25番目の数である。1つ前は287、次は311。
301 = 97 + 101 + 103
- 各位の和が4になる13番目の数である。1つ前は220、次は310。
- 301 = 100 × 3 + 1
  - n = 3 のときの 100n + 1 の値とみたとき1つ前は201、次は401。(オンライン整数列大辞典の数列 A158128)
- 301 = 32 + 62 + 162 = 62 + 112 + 122
  - 3つの平方数の和2通りで表せる72番目の数である。1つ前は300、次は307。(オンライン整数列大辞典の数列 A025322)
  - 異なる3つの平方数の和2通りで表せる54番目の数である。1つ前は297、次は308。(オンライン整数列大辞典の数列 A025340)
- 301 = 7 × 43
  - n = 7 のときの n3 − n2 + n の値とみたとき1つ前は186、次は456。(オンライン整数列大辞典の数列 A069778)
  - 301 = 1 × (1 + 6) × (1 + 6 + 36)
    - 初項 1、公比 6 の等比数列の和の総乗とみたとき1つ前は7、次は77959。(オンライン整数列大辞典の数列 A015005)

## その他 301 に関連すること
- 西暦301年
- 紀元前301年
- 年始から数えて301日目は10月28日、閏年は10月27日。
- スーパー301条やスペシャル301条は貿易や知的財産権に対する対外制裁を定めたアメリカ合衆国の法律にある条項。
- UFC 301
- プジョー・301
- バージェン航空301便墜落事故
- ホ301
- 301KC
- V301D
- V301SH
- Pbv 301
- 30-1グランプリは、テレビ番組「水曜日のダウンタウン」内の企画。
- 301系 - 301を形式に持つ鉄道車両の一覧。
- HTTPステータスコードの1つ。（→301リダイレクト）
- 大須301ビル - 名古屋大須にある複合ビル。
- 301 × 10−3 = 0.301 は常用対数 log102 の近似値である。(オンライン整数列大辞典の数列 A007524)